# Pawel Petrowitsch Sokolow (Bildhauer)
Pawel Petrowitsch Sokolow (russisch Павел Петрович Соколов, wiss. Transliteration Pavel Petrovič Sokolov; * 16.jul. / 27. Juni 1764greg. Sankt Petersburg; † 24. Septemberjul. / 6. Oktober 1835greg. in Sankt Petersburg) war ein russischer Bildhauer und Schöpfer herausragender Werke der dekorativen  Kunst des russischen Klassizismus.

## Leben
Sokolow studierte von 1770 bis 1785 an der Kaiserlichen Akademie der Künste und war von 1786 bis 1789 Gast an der französischen Akademie. Von 1813 gehörte er der Akademie als Mitglied an. Er war als Meister der Schneidekunst bei der Kaiserlichen Admiralität in Petersburg angestellt.
Im Jahr 1810 schuf er eines seiner bekanntesten Werke, die Bronzeplastik Milchmädchen mit dem zerbrochenen Krug, für den Katharinenpark in Zarskoje Selo, dem heutigen Puschkin. Dieser Statue hat der russische Dichter Alexander Sergejewitsch Puschkin 1830 sein Gedicht Die Statue von Zarskoje Selo (russisch: Царскосельская статуя) gewidmet: Lässig die Urne mit Wasser gefüllt ließ fallen das Mädchen. Trauernd sitzet die Magd, hält den zerbrochenen Krug. Wunder: Das Wasser versiegt nicht, es zerfließt aus zertrümmerter Scherbe. Ewig rinnet der Quell, ewig trauert die Magd.
Sokolow ist der Schöpfer einer Reihe von Figuren für die Sankt Petersburger Brücken. So schuf er 1825 die Löwen an der Löwenbrücke und im gleichen Jahr die Greife an der Greifenbrücke. Letztere nutzte der bekannte zeitgenössische russische Lyriker Dmitri Wasiljewitsch Bobyschew als Vorlage zu dem Gedicht Es sitzt der geflügelte Löwe mit dem geflügelten Löwen (russisch: Крылатый лев сидит с крылатым львом…). Aus dem Jahr 1829 stammen die Sphinxe an der Ägyptischen Brücke.
Sokolow wurde auf dem orthodoxen Smolensker Friedhof in Sankt Petersburg beigesetzt. Später überführte man seine Überreste in die sogenannte Nekropole der Meisterkünstler auf dem Tichwiner Friedhof des Alexander-Newski-Klosters in Sankt Petersburg.

## Werke
- 1807/10 Milchmädchen mit dem zerbrochenen Krug (Laitière). Original im Katharinen-Park am Katharinenpalast in Zarskoje Selo. Ein Abguss befand sich seit 1827 im Pleasureground des Schlosses Glienicke, Berlin. Im Krieg verschollen. Aufgrund einer deutsch-russischen Initiative wurde 1989 ein neuer Abguss wieder am ursprünglichen Standort aufgestellt. Eine weitere Kopie befindet sich im Schlosspark Alt-Britz
- 1825 Löwen der Löwenbrücke über den Gribojedow-Kanal, Sankt Petersburg
- 1825 Greifen der Greifenbrücke über den Gribojedow-Kanal, Sankt Petersburg
- 1829 Sphinxe an der Ägyptischen Brücke über die Fontanka, Sankt Petersburg

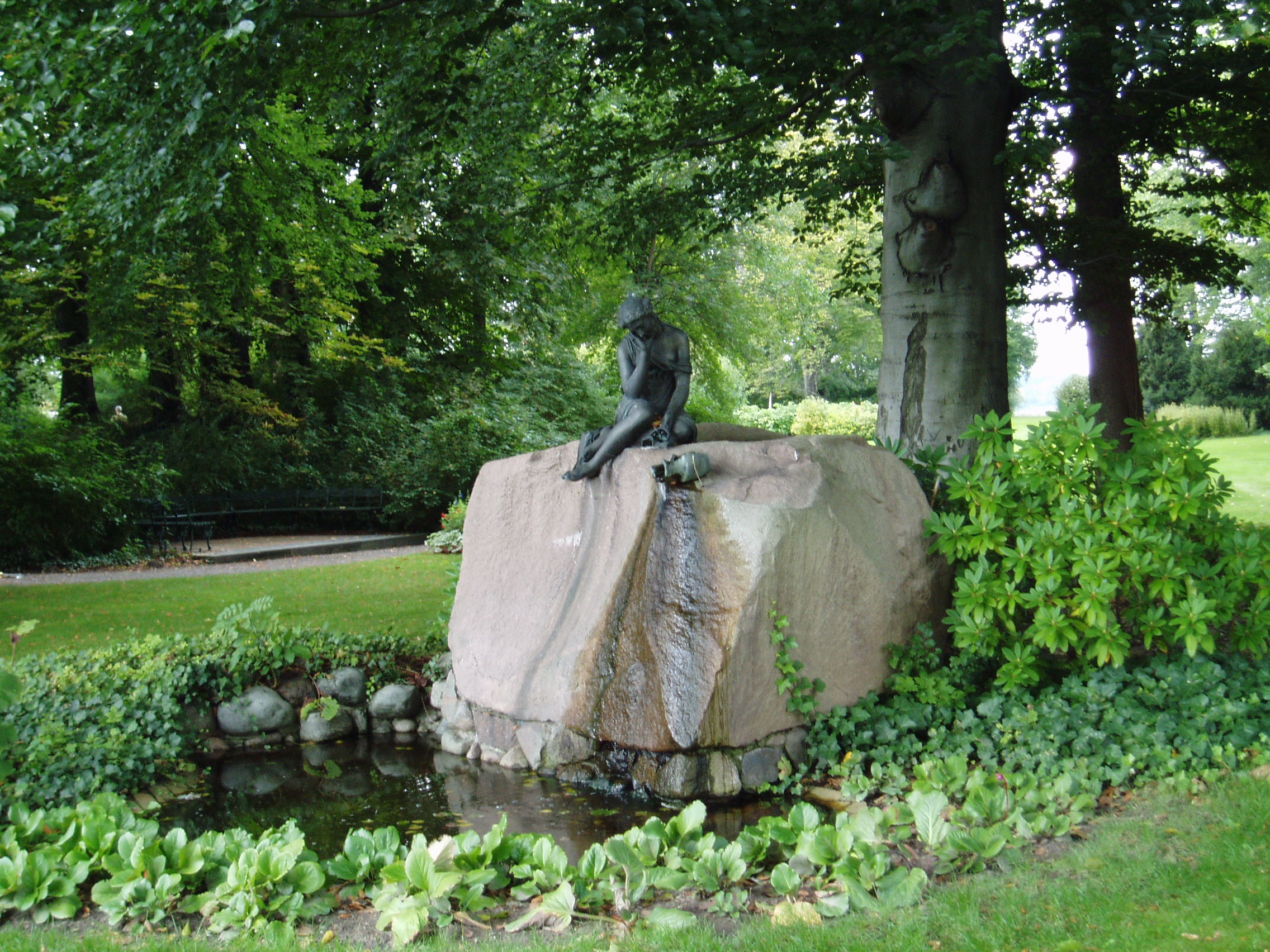
Milchmädchen mit dem zerbrochenen Krug, Kopie von 1989, Schloss Glienicke, Berlin
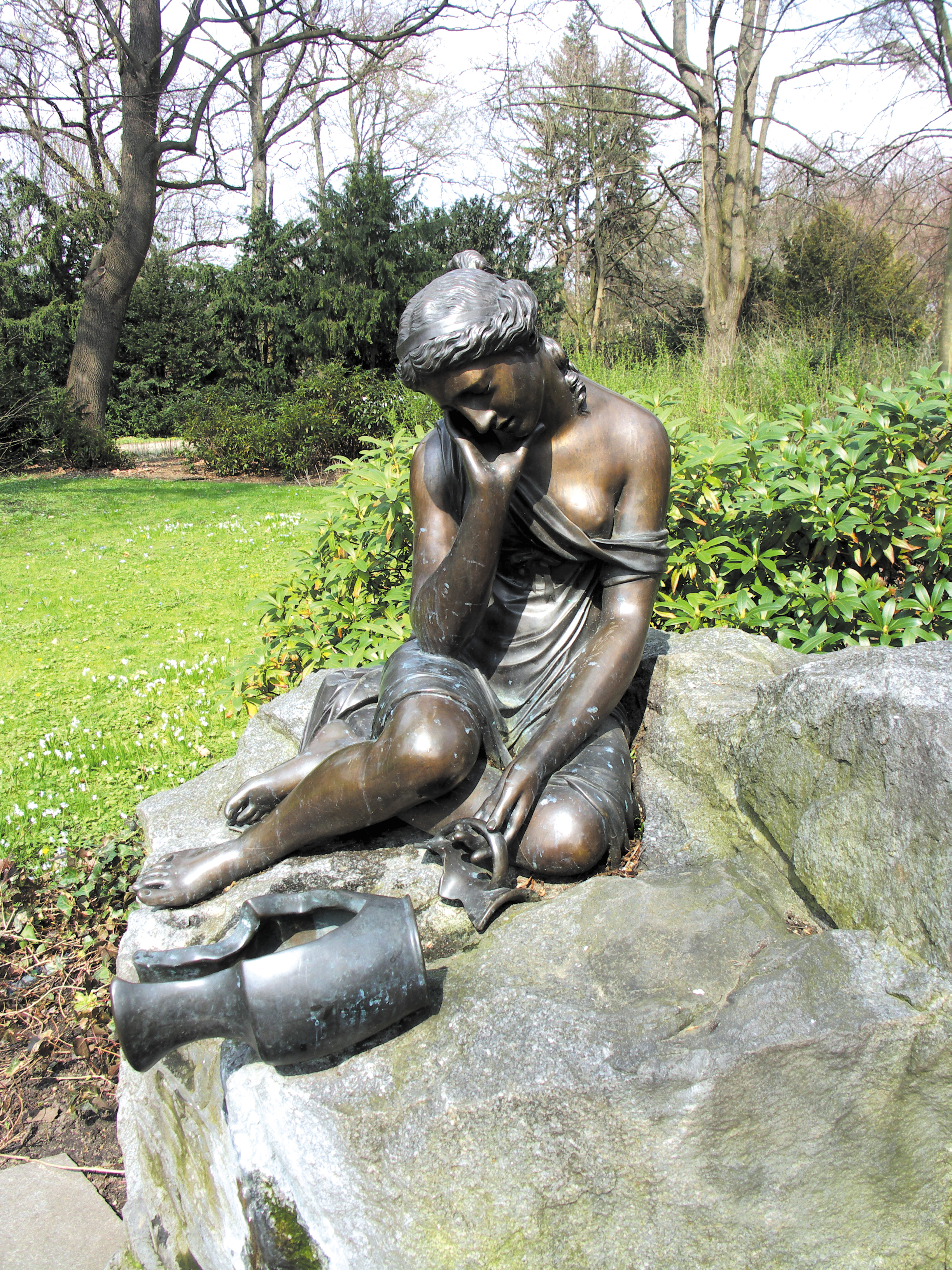
Mädchen mit dem zerbrochenen Krug im Gutspark Britz
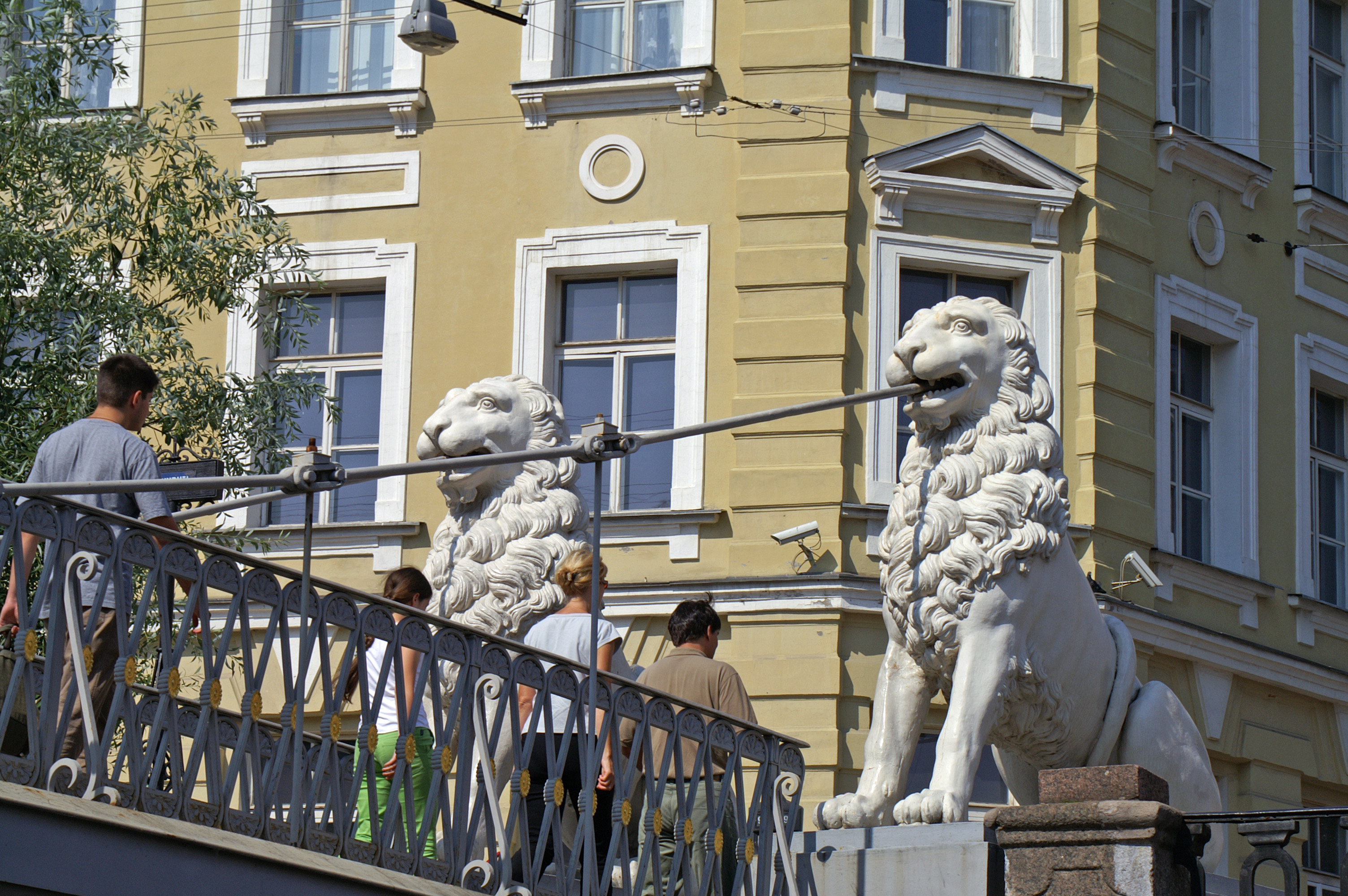
Löwenbrücke, Sankt Petersburg
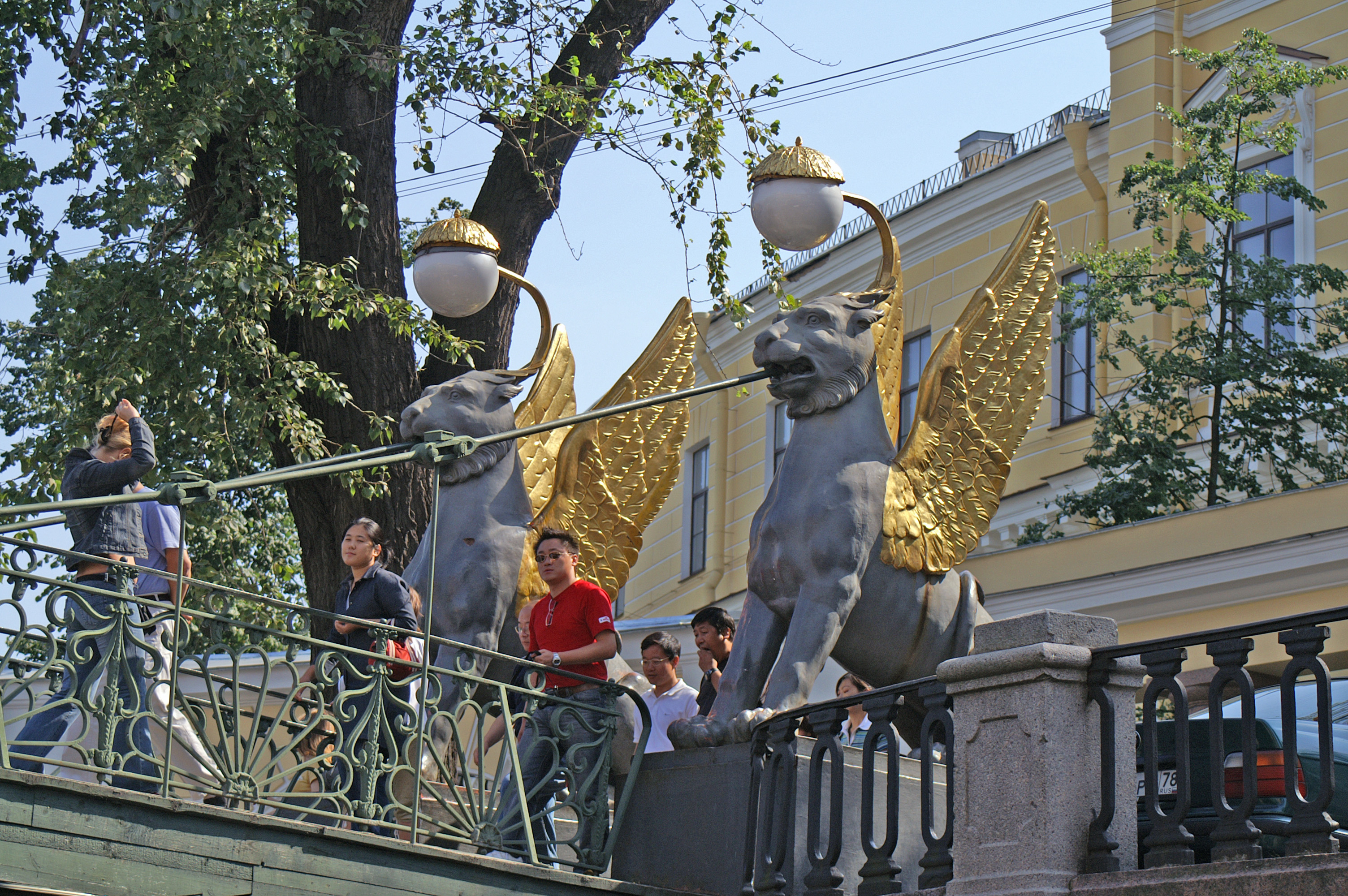
Greifenbrücke, Sankt Petersburg
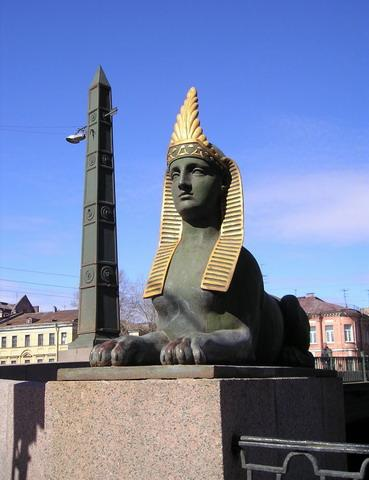
Sphinx auf der Ägyptischen Brücke, Sankt Petersburg